# La Planète des tempêtes
Pour les articles homonymes, voir Tempête (homonymie).
Pour plus de détails, voir Fiche technique et Distribution.
La Planète des tempêtes (en russe : Планета бурь) est un film soviétique de science-fiction réalisé par Pavel Klouchantsev, sorti en 1962.
Roger Corman, qui en avait racheté les droits, utilise dans Voyage sur la planète préhistorique (Voyage to the Prehistoric Planet, 1965) la plupart des plans de Klouchantsev, mais change les dialogues et ajoute des scènes pour rendre le scénario moins « soviétisant », insérant par exemple des plans de Vénusiennes blondes ; ce faisant, il fait connaître La Planète des tempêtes hors de ses frontières, notamment à Stanley Kubrick et George Lucas qui s'en inspireront. Le film sera de nouveau utilisé pour le tournage du Voyage to the Planet of Prehistoric Women en 1968,.

## Synopsis
Trois vaisseaux spatiaux soviétiques partent pour Vénus. Un seul arrive à se poser sur la planète. Tandis qu'une femme reste en orbite afin de faire la liaison avec la terre, cinq cosmonautes, accompagnés d'un robot, vont de surprise en surprise : animale, végétale, la vie y est présente, avec son lot de dangers imprévisibles. Alors qu'ils rencontrent d'étranges créatures, survient une gigantesque éruption volcanique.
Ils quittent la planète en urgence, alors qu'un cosmonaute découvre à travers un portrait gravé que les vénusiens nous ressemblent.

## Fiche technique
- Titre original : Планета бурь
- Titre français : La planète des tempêtes
- Réalisateur : Pavel Klouchantsev
- Scénariste : Alexandre Kazantsev et Pavel Klouchantsev
- Montage : Volt Suslov
- Musique : Johann Admoni et Aleksandr Chernov
- Production : L. Presnyakova et Vladimir Yemelyanov
- Société de production et distribution : Lennauchfilm
- Pays de production :  Union soviétique
- Langue originale : russe
- Format : couleurs
- Genre : Science-fiction
- Durée : 72 minutes
- Date de sortie : 
  - URSS : 14 avril 1962

## Distribution
- Vladimir Yemelyanov : Ilya Vershinin
- Gueorgui Jjionov : Roman Bobrov
- Gennadi Vernov : Alyosha
- Youri Sarantsev : Ivan Shcherba
- Georgi Teich : Allan Kern
- Kyunna Ignatova : Masha Ivanova